# Canis latrans ochropus
El coyote del valle (Canis latrans ochropus), también conocido como el coyote de pies ocráceos, coyote del Valle de Valle de San Joaquín o coyote del valle de California, es una subespecie de coyote endémica de los alrededores del Valle de San Joaquín en California. Su población se encuentra en California al oeste de la Sierra Nevada, excepto en la sección norte.

## Taxonomía
El coyote de valle fue descrito por primera vez en 1829 por Johann Friedrich von Eschscholtz. Fue la segunda subespecie de coyote en ser nombrada, detrás del coyote de las llanuras.